# Nouvelle République du Centre-Ouest (groupe)
La Nouvelle République du Centre-Ouest (NRCO) est un groupe de presse et de médias français basé à Tours (Indre-et-Loire) qui édite notamment les journaux régionaux La Nouvelle République du Centre-Ouest et Centre Presse, dans cinq départements des régions Centre-Val de Loire et Nouvelle-Aquitaine. Le groupe est dirigé par Olivier Saint-Cricq. 
En 2005, le groupe a réalisé un chiffre d'affaires de 100 millions d’euros.

## Structure financière
La NRCO est à l'origine une société anonyme à participation ouvrière (SAPO), dans laquelle le personnel détenait un tiers du capital et aucun actionnaire n'avait plus de 1,25 %. Ces statuts ont été modifiés depuis le 1er janvier 2006, permettant ainsi l'arrivée de nouveaux partenaires. Fin 2005, les actionnaires de la NRCO ont approuvé à plus de 83 % des voix la modification des statuts. L'entreprise est devenue une société anonyme : la limite de participation à 1,25 % du capital et le ratio d'un tiers des actions réservées aux salariés sont supprimés. Le droit de vote, lui, est plafonné à 20 %.
En 2010, le groupe Centre France est entré dans le capital, aujourd'hui il est l'actionnaire principal en détenant 16 % du capital et pourrait augmenter sa participation.
Actionnariat
- Centre France : 16 %.
- Famille Saint-Cricq : 15 %.

## Activités

### Presse écrite
- La Nouvelle République du Centre-Ouest (Indre-et-Loire, Loir-et-Cher, Indre, Vienne, Deux-Sèvres) ;
- Centre Presse (Vienne) ;
- La République du Centre (Loiret ; actionnaire à 30 %) ;
- TMV Tmv (hebdomadaire gratuit) ;
- Journaux gratuits d'annonces.

### Audiovisuel
- TV Tours-Val de Loire, actionnaire à 40 %.